# Sophie Deroisin
Sophie Deroisin, pseudoniem van Marie de Romrée de Vichenet, (Bern, 3 juni 1909 – Oudergem, 17 december 1994) was een Franstalige Belgische schrijfster en feministe.

## Levensloop
Deroisin was één van de drie kinderen van graaf Charles de Romrée de Vichenet (1884-1957) en Marie-Madeleine Crombez (1887-1975). Ze werd op 3 juni 1909 geboren in Bern (Zwitserland). Haar vader was een Belgisch diplomaat en werkte als ambassadeur van België in verscheidene hoofdsteden. 
Nadat ze haar studie aan een kostschool had afgerond, ontwikkelde Deroisin dankzij de tochten, die zij met haar familie ondernam een voorliefde voor reizen. De reizen inspireerden haar in haar latere leven ook bij het schrijven van romans en reisverhalen.  
Op 11 augustus 1938 trouwde de 29-jarige Deroisin in Oostduinkerke (België) met André Nève de Mévergnies (1909-1938). Haar echtgenoot kwam vier maanden na hun huwelijk om bij een auto-ongeluk. Zes maanden later, op 19 juni 1939, werd hun zoon André geboren.    
Vanaf 1940 vergezelde Deroisin haar vader naar verschillende diplomatieke posten in Spanje, Congo en Zuid-Afrika. Van 1941 tot 1943 werkte ze als persattaché voor het Belgische consulaat in Kaapstad. In 1944 keerde ze via Algiers (Algerije) en Parijs (Frankrijk) terug naar België.     
Deroisin overleed eind 1994 op 85-jarige leeftijd in Oudergem in België.

## Carrière
Deroisin schreef voornamelijk romans en essays. Ze was een katholieke schrijfster. In die hoedanigheid werkte ze samen met de Revue Générale, een in 1865 opgericht algemeen katholiek tijdschrift. Ze schreef en redigeerde artikelen voor en van het tijdschrift. Vanaf 15 juli 1935 was ze mede-oprichter en erevoorzitter van de tweetalige literaire kring Scriptores Catholici. Het doel van deze kring van Belgische katholieke schrijvers was het samenbrengen van vakgenoten, die het geloof verdedigden.
Al vanaf jonge leeftijd hield Deroisin van schrijven. In Zuid-Afrika zette ze haar eerste stappen als serieus schrijfster met haar eerste boek La Taverne des sept mers. Carnets de guerre, Capetown 1941-1943, Alger 1944. Het werk werd in 1976 gepubliceerd.
In 1946 werd een kort verhaal van haar met als titel Six pence in Les Lettres Françaises geplaatst.
Van 1945 tot 1985 schreef Deroisin verschillende romans. Haar eerste roman, Les Publicains, kwam in 1952 uit.
De biografie Le Prince de Ligne stamt uit 1965 en gaat over de edelman, diplomaat en schrijver Charles-Joseph de Ligne. Deroisin deed voor dit werk uitgebreid onderzoek in Wenen en Praag. Ze beschreef de gratie van het tijdperk, maar noemde liever niet de negatieve kanten van die tijd, zoals de wreedheid, het vuil en het bloed.
In 1967 verscheen van haar hand het kritische reisverhaal La Saison de velours. Octobre en Sibérie, Crimée, Asie centrale, Moscou, Leningrad,
Het laatste werk van Deroisin was het essay Petites filles d’autrefois 1750-1940. Ze analyseerde hierin het meisjesonderwijs in Europa van 1750 tot 1940 door een combinatie van herinneringen, literaire analyse, mythen en verhalen. Ze beschreef het leven van kleine meisjes en vrouwen en wees op het verschil in mogelijkheden die meisjes en jongens werden geboden. Ze baseerde zich hierbij gedeeltelijk op familiearchieven en schreef in de stijl van Jane Eyre en Natacha Rostov. In het feministische essay probeerde ze te laten zien hoe de opvoeding van meisjes hen in een keurslijf dwong, waardoor ze niet in staat waren om deel te nemen aan de geschiedenis. Het essay werd in 1984 gepubliceerd.
Door haar slechte gezondheid was Deroisin hierna niet langer in staat om te werken.  

## Publicaties

### Romans, korte verhalen, reisverhalen en essays
- 1946 - Six pence, Les Lettres Françaises
- 1952 - Les Publicains
- 1952 - Si tu voyages. Petites notes errantes…
- 1955 - Cap des tourments. Nouvelles Sud africaines
- 1965 - Les Jardins intérieurs
- 1965 - Le Prince de Ligne
- 1966 - La vision de la Russie chez Madame de Staël et chez Astolphe de Custine, Buletin de l'Académie Royale de Langue et de Littérature  Françaises. Tome XLIV — N° 3 et 4[12]
- 1967 - La Saison de velours. Octobre en Sibérie, Crimée, Asie centrale, Moscou, Leningrad
- 1971 - Canzona pour l’Europe
- 1976 - Les Dames
- 1976 - La Taverne des sept mers. Carnets de guerre, Capetown 1941-1943, Alger 1944
- 1984 - Petites filles d’autrefois[13][14]

### Artikelen gepubliceerd in La Revue Générale
- 13 januari 1937 - Nouvel an russe[15]
- 15 mei 1937 - La grande paue russe
- 15 februari 1938 - Kalmouks[16]
- september 1939 - Deux livres étrangers
- 15 november 1939 - La poésie au pays de Liége[17]
- 15 mei 1940 - P.L. Flouquet, poète et frère des poètes
- 3 maart 1974 - Pour un centenaire. La comtesse de Ségur et le sens du bonheur
- november 1974 - Daniel Gilles: Le Festival de Salzbourg
- november 1976 - Daniel Gilles: Nés pour mourir
- juni/juli 1981 - In memoriam Daniel Gilles, ibidem[18]

## Erkenning
In 1975 won Deroisin de Prix Victor Rossel (Rosselprijs) voor de verhalenbundel Les dames.
De Prix Carton de Wiart nam ze in 1966 in ontvangst voor de biografie Le Prince de Ligne.
Haar laatste werk Petites filles d’autrefois 1750-1940 werd bekroond met de Prix Littéraire de la Communauté Française (Literaire prijs van de Franse Gemeenschap).
In 2021 werd Petites Filles d’autrefois 1750-1940 als onderdeel van het Belgisch literair erfgoed heruitgegeven door De Koninklijke Academie voor Franse Taal- en Letterkunde.